# Kolosy Memnona
Kolosy Memnona – posągi faraona Amenhotepa III z XVIII dynastii o wysokości 15,60 m (z postumentem 17,90 m). Waga każdego kolosa to około 800 ton. Postawiono je około 1370 p.n.e. w Tebach Zachodnich. Jest to jedyna zachowana część świątyni grobowej tego faraona, zniszczonej prawdopodobnie przez trzęsienie ziemi już za panowania Merenptaha. Dalsze zniszczenia zostały poczynione przez obfite wylewy Nilu. 
Posągi wykuto z bloków skalnych kwarcytu. Przedstawiają faraona zasiadającego na tronie. W przedniej części tronu, po bokach faraona, wyrzeźbiono dwie niewielkiej wysokości postacie kobiet. Są to żona faraona Teje i jego matka Mutemuja. Boczne ściany tronu zdobi relief złożony z dwóch bóstw obrazujących Nil. Postacie te łączą ze sobą symboliczne rośliny w tzw. znak sema taui (połączone ze sobą papirus i trzcina wokół rdzenia z tchawicy i płuc zwierzęcia); jest to symbol ponownego zjednoczenia Egiptu. Powyżej wypisane jest imię faraona.
Jeden z posągów, po uszkodzeniu (zawaliła się górna część posągu – obecnie widać, że jest ona poskładana z kawałków) spowodowanym przez trzęsienie ziemi w 27 p.n.e. (są badacze, którzy uszkodzenie posągu przypisują aktom wandalizmu), wydawał dźwięki podczas wschodu słońca. Było to spowodowane ogrzewaniem się skał wyziębionych nocnym chłodem. Posąg był odwiedzany w starożytności przez Greków, wierzono bowiem, że przedstawia syna Jutrzenki Memnona, zabitego przez Achillesa, wydawane dźwięki interpretowane były jako skarga syna wznoszona do matki. Usterka ta została naprawiona na przełomie II i III wieku przez Septymiusza Sewera, a naprawa spowodowała, że posąg przestał wydawać charakterystyczne dźwięki.

## Galeria

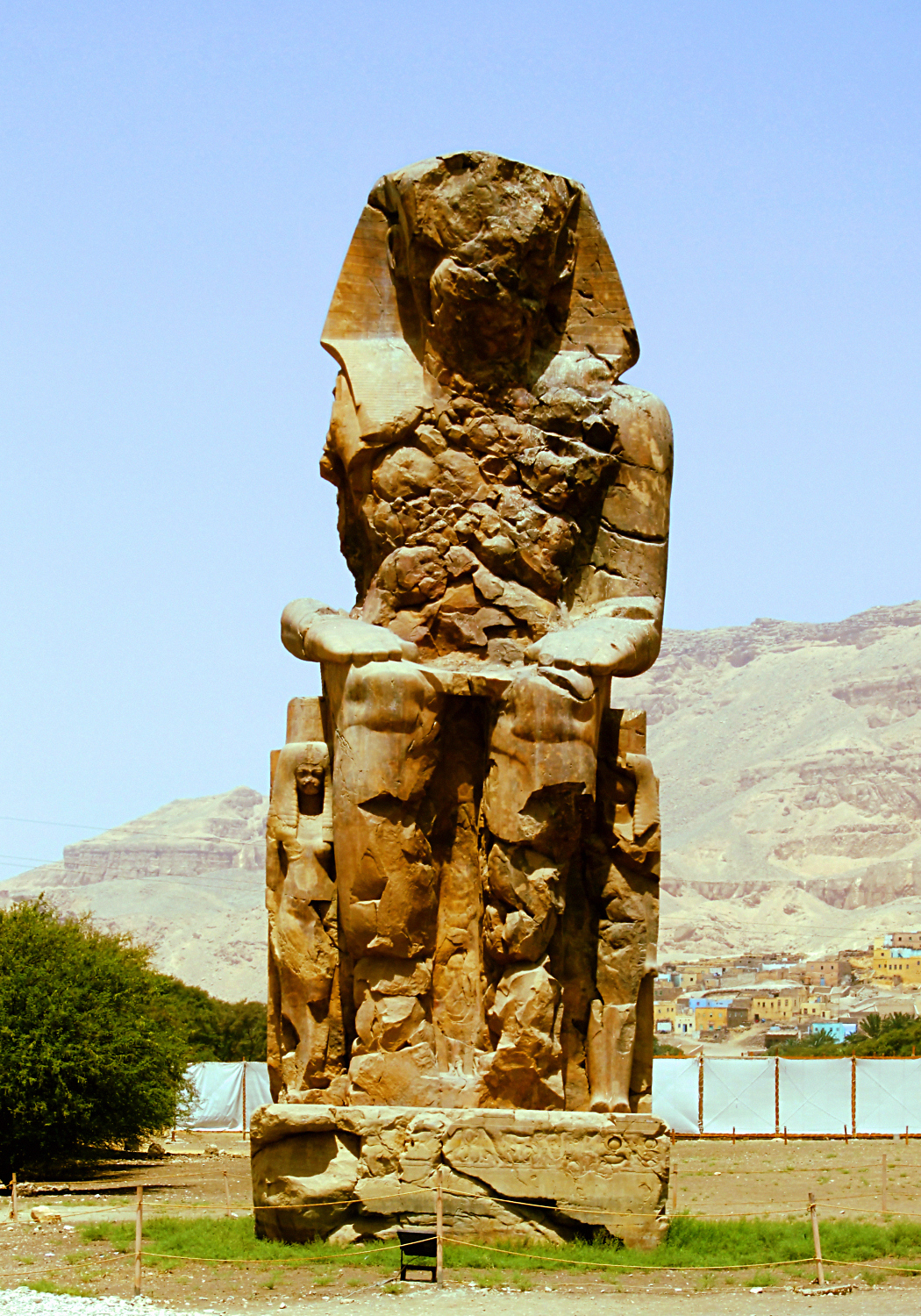
C18-04. Posąg z lewej-południowy
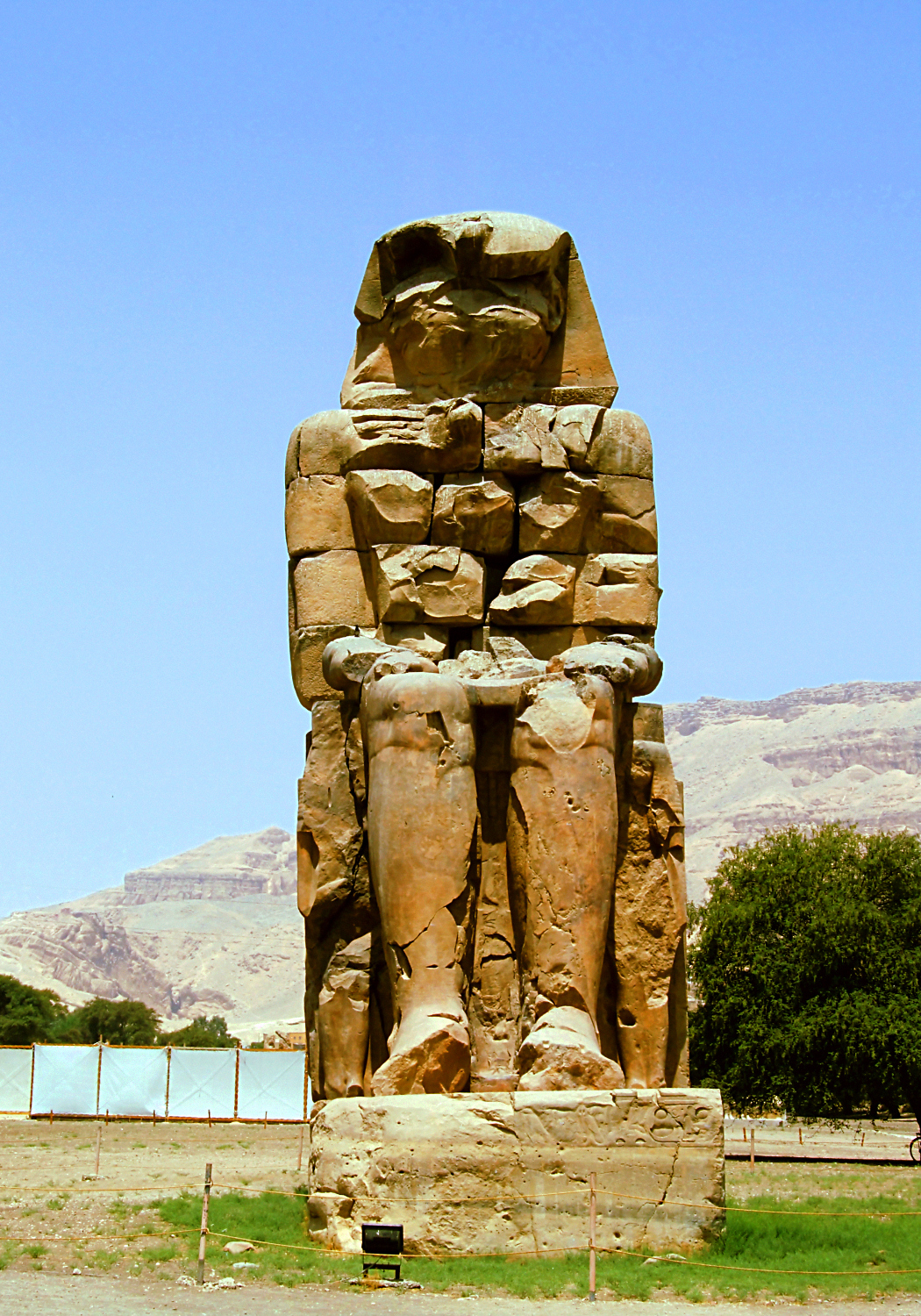
C18-05. Posąg z prawej-północny
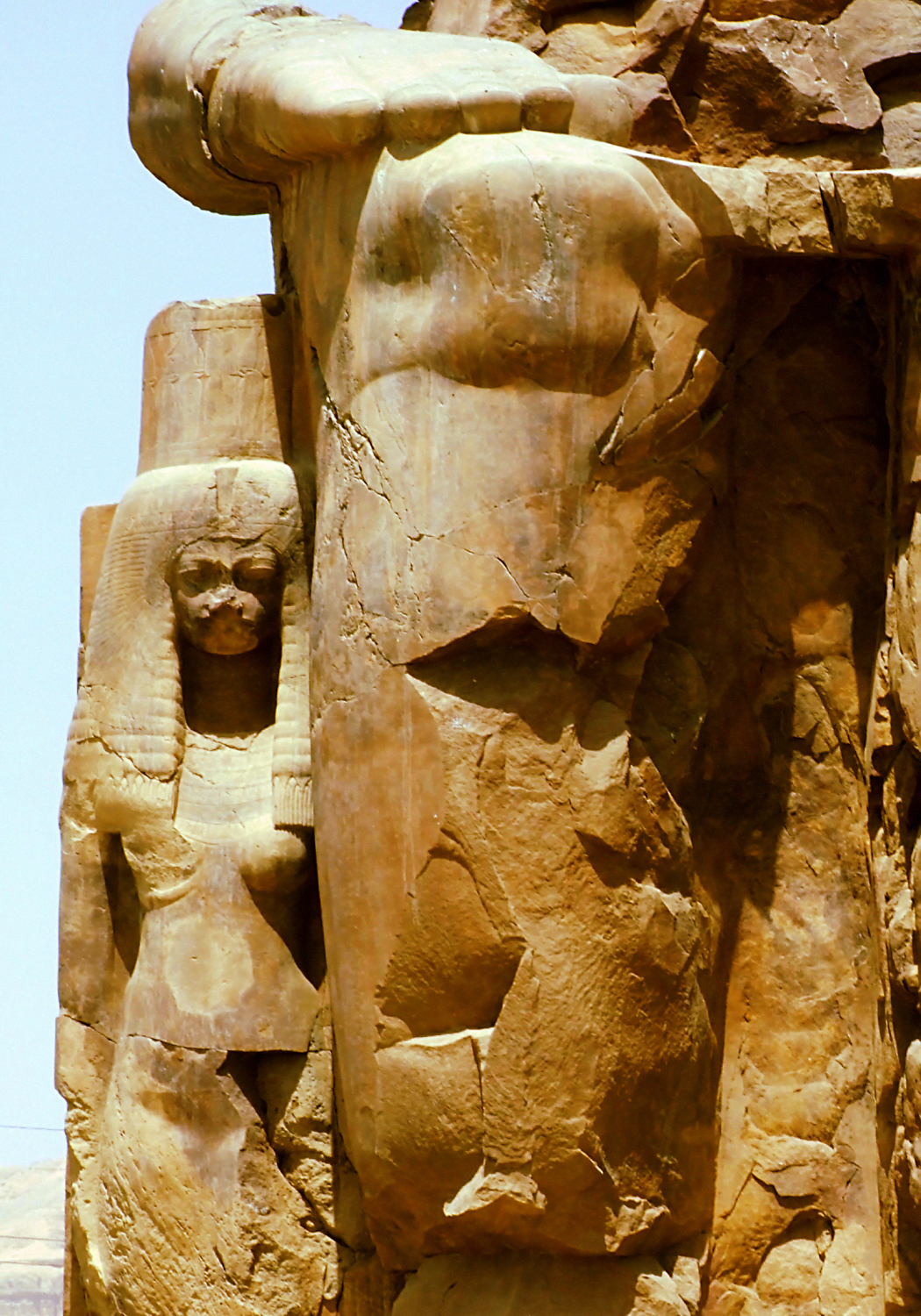
C18-26. Posąg z lewej
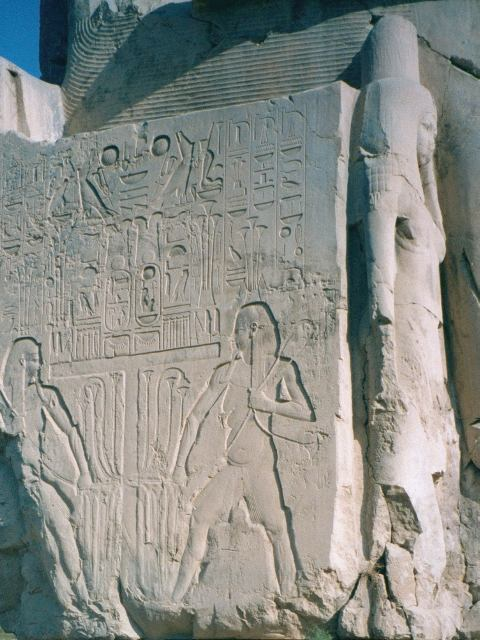
Płyta boczna tronu
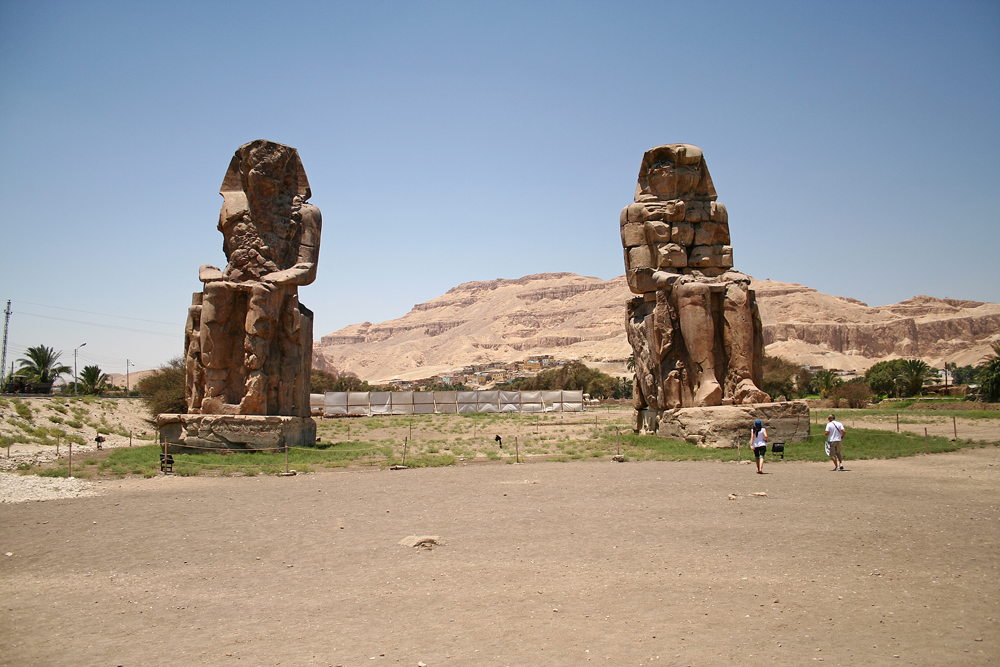
Kolosy względem człowieka